# Les Mauvaises Têtes
Pour plus de détails, voir Fiche technique et Distribution.
Les Mauvaises Têtes est un téléfilm français réalisé par Pierre Isoard et diffusé en 2013.

## Synopsis
À Lyon, Paul Rivet, veuf septuagénaire, retraité à la maigre pension, aigri et près de ses sous, est contraint par sa fille de louer une chambre à Fanny Moreno, étudiante en médecine désargentée. La cohabitation de ces deux précarités est loin d'être idéale... Jusqu'au jour où les lunettes de vue de Fanny sont accidentellement cassées alors qu'elle est sur le point de passer un important examen ; n'ayant pas les moyens financiers de s'en acheter une nouvelle paire, elle s'apprête à renoncer à ses études…

## Fiche technique
- Titre original : Les Mauvaises Têtes
- Titre de travail : Les Galériens
- Réalisation : Pierre Isoard
- Assistant réalisation : Philippe Baumet
- Scénario : Pierre Isoard, Lorène Delannoy, Anne Rambach, Marine Rambach
- Adaptation et dialogues : Lorène Delannoy, Anne Rambach, Marine Rambach
- Décors : Bruno Margery, Christelle Babonneau (accessoiriste)
- Costumes : Lionel Allouche
- Photographie : Willy Stassen
- Son : Éric Masson
- Montage : Régine Leclerc
- Musique : Damien Salançon
- Production artistique : Delphine Wautier
- Directeurs de production : Catherine Jurquet (MFP), Manuel Cazoria (France Télévisions)
- Régisseur général : Alain Léveillé / Régisseur adjoint : Sylvian Ravel
- Sociétés de production : 
  - MFP (Multimédia France Productions)
  - Avec la participation de France Télévisions, TV5 Monde (France), CNC (France), RTS (Radio télévision suisse)
- Sociétés de distribution : France Télévisions, RTS
- Pays d’origine :  France
- Langue originale : français
- Format : 35 mm — couleur HD — image 16/9 — son stéréophonique
- Genre : comédie
- Durée : 90 minutes
- Dates de diffusion : 
  - Suisse : 26 février 2013 sur RTS Un
  - France : 11 septembre 2013 sur France 2
- Tous publics[1]

## Distribution
- Daniel Prévost : Paul Rivet
- Camélia Jordana : Fanny Moreno
- Mylène Demongeot : Virginie
- Benjamin Wangermée : Bilal
- Luce Mouchel : Marthe
- Anne Loiret : le professeur Drumont
- Benjamin Egner : Hector
- Déborah Révy : Marie
- Paul Granier : Sylvain
- Annick Alane : Suzanne

## BO
Chansons additionnelles :
- Bambino, adaptation française par Jacques Larue de Guaglione, paroles de Nicola Salerno et musique de Giuseppe Fanciulli, interprétée par Dalida (1956)
- Wandering Maze, paroles de Liset Alea et musique de Marc Collin, extrait du collectif Alternative Pop Songs (Gum Collections réf 7001[2])

## Distinction
- Festival du film de télévision de Luchon 2013 : en compétition catégorie fiction unitaire[3].

## Tournage[4]
- Période prises de vue : août-septembre 2012
- Extérieurs à Lyon-Villeurbanne (Rhône) :
  - Hôpital d'instruction des armées Desgenettes
  - Université Lyon-I campus La Doua-Rockefeller
  - Université Lyon-III Jean Moulin